# عظايا كاسية
العظايا الكاسية (الاسم العلمي:†Caseidae) هي فصيلة من الزواحف تتبع أصنوفة العظائيات الكاسية من مندمجات الأقواس.

## التصنيف
- الكاسيا